# Nossa Senhora do Pópulo
Nossa Senhora do Pópulo is een plaats (freguesia) in de Portugese gemeente Caldas da Rainha en telt 14 451 inwoners (2001).